# Cyril Mendy
Pour les articles homonymes, voir Mendy.
 (novembre 2017).
Si vous disposez d'ouvrages ou d'articles de référence ou si vous connaissez des sites web de qualité traitant du thème abordé ici, merci de compléter l'article en donnant les références utiles à sa vérifiabilité et en les liant à la section « Notes et références ».
Cyril Mendy est un acteur français né le 10 novembre 1995.

## Biographie
Cyril Mendy est un acteur français d’origine sénégalaise.
Il a deux frères.

## Filmographie

### Cinéma
- 2011 : Intouchables - Adama, le petit frère de Driss[1] sous la direction d'Éric Toledano et Olivier Nakache.
- 2013 : La Marche
- 2014 : Bande de filles - Djibril, le grand frère de Vic
- 2016 : Tout, tout de suite : Un des geôliers
- 2016 : Camping 3 - Robert

### Télévision
- 2008 : Famille d'accueil[1] - Prosper
- 2009 : Clandestin - L'enfant soninké
- 2012 : Plus belle la vie[1] (série télévisée) - Zacchari
- 2012 : Vive la colo ! (6 épisodes) - Youssef
- 2015 : Ainsi soient-ils (série télévisée) - Tom

## Publicité
- 2007 Les Enfants Soldats - RSF